# Lutjanus goreensis
Lutjanus goreensis es una especie de peces de la familia Lutjanidae en el orden de los Perciformes.

## Morfología
• Los machos pueden llegar alcanzar los 80 cm de longitud total.

## Alimentación
Come peces e invertebrados.

## Hábitat
Es un pez de mar de clima tropical y asociado a los  arrecifes de coral que vive hasta 50 m de profundidad.

## Distribución geográfica
Se encuentra en Cabo Verde y entre el Senegal y la República del Congo.